# Assia Khalfaoui
Pour les articles homonymes, voir Khalfaoui.

a Compétitions nationales et continentales officielles uniquement.

b Matchs officiels uniquement.
Dernière mise à jour le 11 juin 2025.
Assia Khalfaoui, née le 24 mars 2001 à Pont-du-Casse (Lot-et-Garonne), est une joueuse internationale française de rugby à XV évoluant au poste de pilier. 
Avec son club du Stade bordelais, elle est triple championne de France, en 2023, 2024 et 2025.

## Biographie
Assia Khalfaoui naît à Pont-du-Casse, commune du Lot-et-Garonne le 24 mars 2001.
Après ses débuts au Club Ovalie Pont-du-Casse, elle passe par le SU Agen. À partir de 18 ans elle joue avec le Stade bordelais.
Elle fait ses débuts internationaux avec l'équipe de France le 27 mars 2022 à Grenoble, entrant sur le terrain à la 62e minute dans une victoire française 39 à 6 contre l'Italie,,.
En 2022, elle est sélectionnée par Thomas Darracq pour disputer la Coupe du monde en Nouvelle-Zélande.
Avec son équipe du Stade bordelais elle remporte l'édition 2022-2023 du Championnat de France : elle participe notamment à la finale victorieuse des Lionnes contre le club de Blagnac Rugby le 10 juin 2023, qui clôt une saison de douze victoires en treize matchs.
À l'automne suivant, elle fait partie du groupe qui dispute le WXV en Nouvelle-Zélande. Sélectionnée pour le Tournoi des Six Nations 2024, elle réalise une bonne performance et est élue joueuse du match contre l'Italie,,.
En 2024, elle contribue à la reconquête du titre par le Stade bordelais lors du championnat 2023-2024.
Performance renouvelée l'année suivante, le 31 mai 2025, après une victoire en finale contre le Stade toulousain pour le Championnat de France.
À partir de la saison 2025-2026, elle quitte le Stade bordelais et s'engage avec l'ASM Rugby,.

## Statistiques en équipe nationale
| Année | Compétition    | Matchs | Points | Essais |
| ----- | -------------- | ------ | ------ | ------ |
| 2022  | Six Nations    | 4      | -      | -      |
| 2022  | Coupe du monde | 6      | -      | -      |
| 2023  | Six Nations    | 5      | -      | -      |
| 2023  | WXV            | 3      | -      | -      |
| 2024  | Six Nations    | 5      | 5      | 1      |
| 2024  | Test matchs    | 1      | -      | -      |
| 2024  | WXV            | 3      | -      | -      |
| 2025  | Six Nations    | 3      | -      | -      |
| Total | Total          | 30     | 5      | 1      |

## Palmarès
- Vainqueur du Championnat de France en 2023, 2024 et 2025 avec le Stade bordelais.